# Gasthaus zum Adler (Eichelberg)

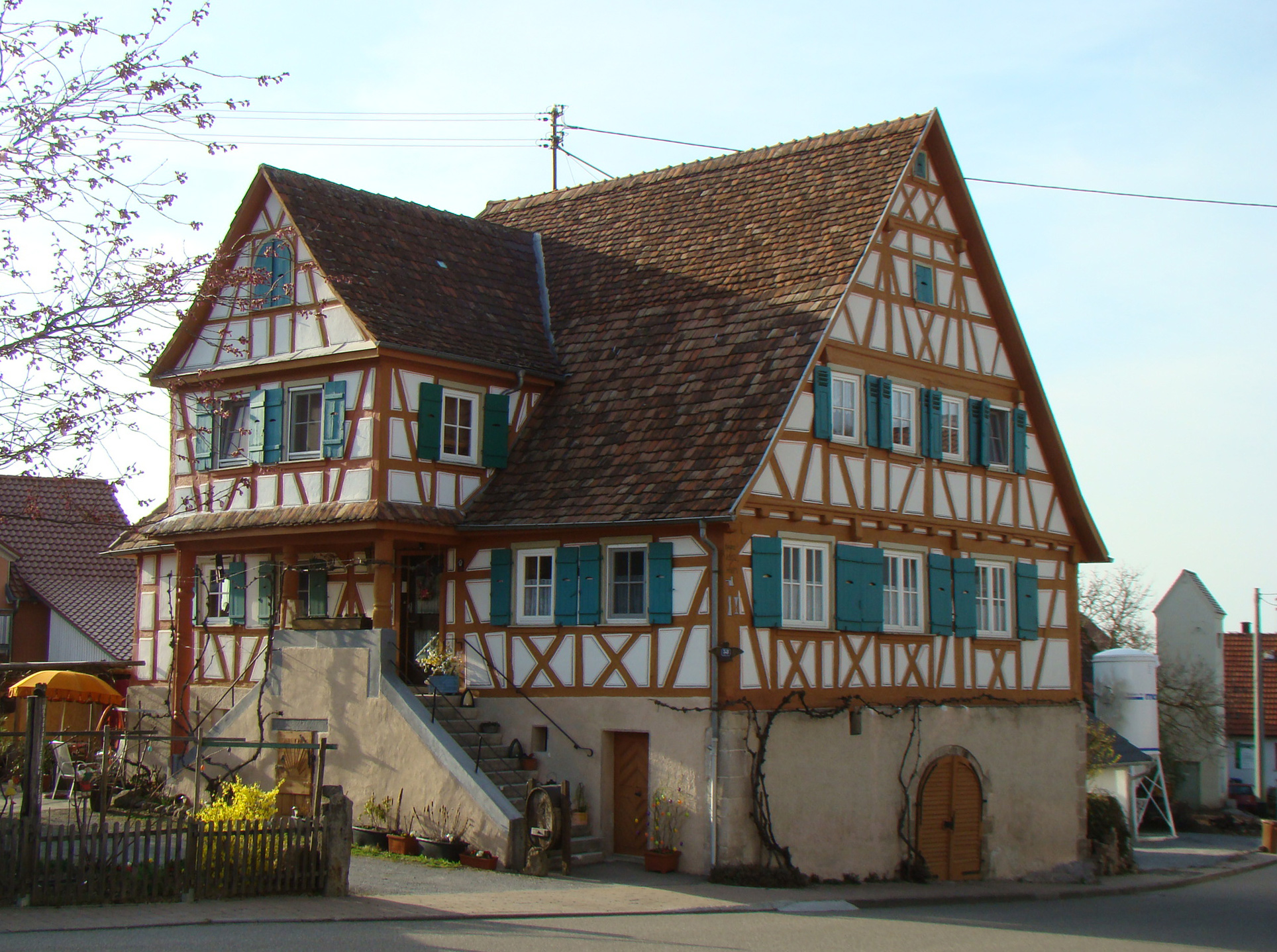
Das ehemalige Gasthaus zum Adler in Obersulm-Eichelberg

Das ehemalige Gasthaus zum Adler in Eichelberg, einem Ortsteil der Gemeinde Obersulm im Landkreis Heilbronn im nördlichen Baden-Württemberg, ist ein historisches Fachwerkhaus, das über Jahrhunderte als Gasthaus diente und heute unter Denkmalschutz steht.
Das Gebäude stammt im Kern wohl aus dem Jahr 1576. Diese Jahreszahl befindet sich am Torbogen zum Keller. Der Fachwerkaufbau ist auf das Jahr 1692 datiert. Spätestens seit dem 17. Jahrhundert bis in die jüngste Vergangenheit diente das Gebäude als Gasthaus.

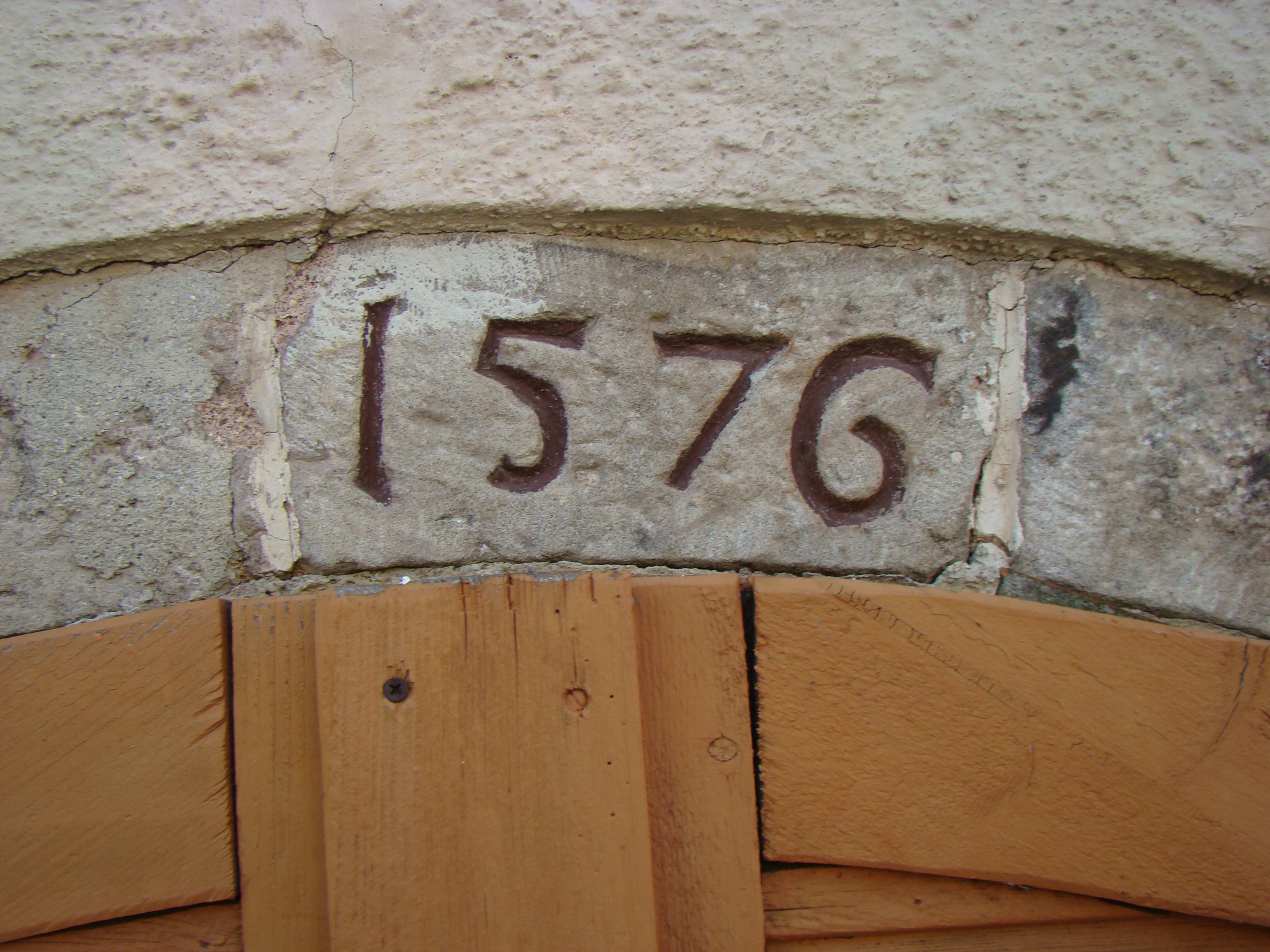
Datierung am Torbogen zum Keller
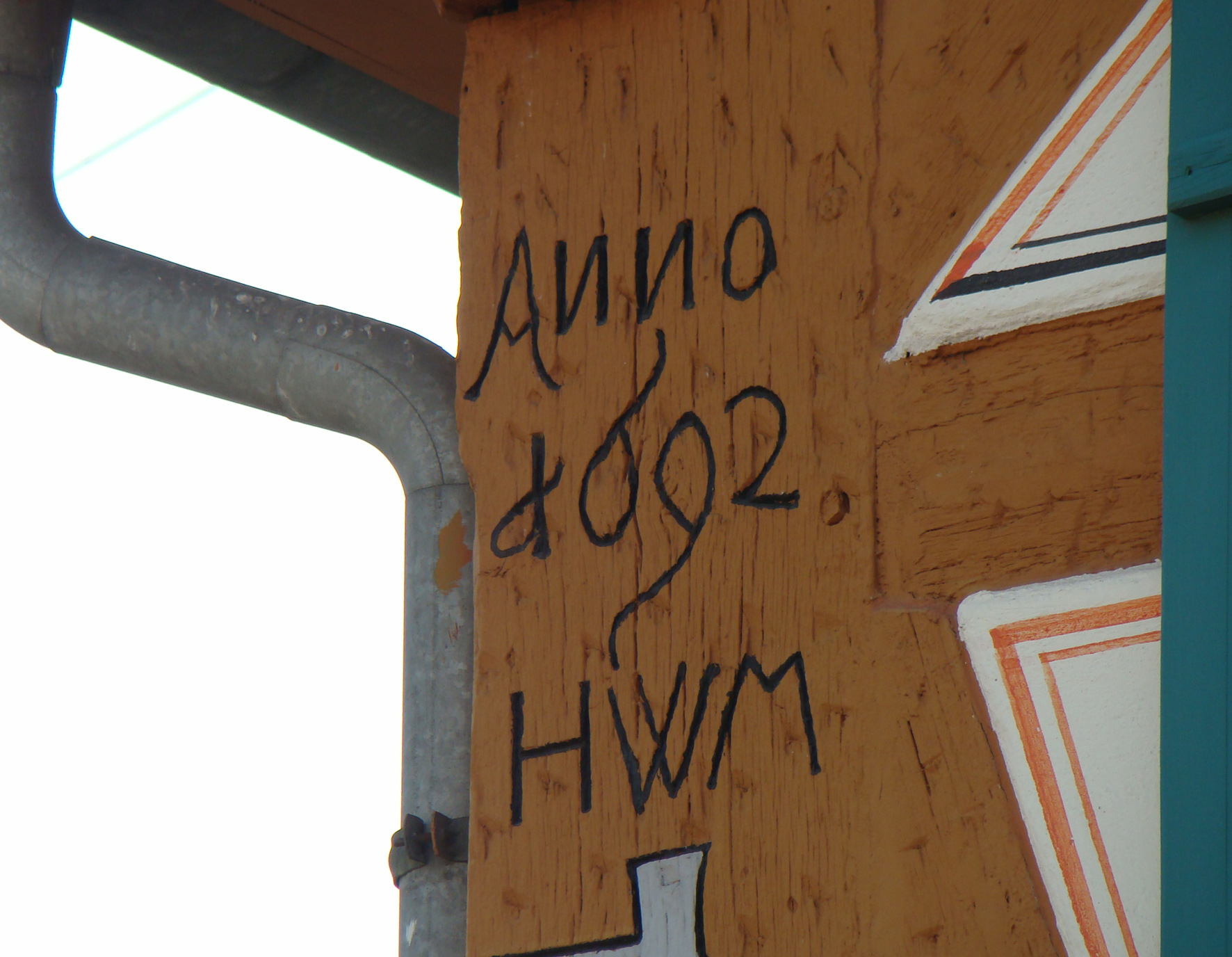
Datierung im Fachwerk